# Jonathan Mark Kenoyer
Jonathan Mark Kenoyer (* 28. května 1952 Shillong, Indie) je americký archeolog, profesor antropologie na University of Wisconsin-Madison a odborník na problematiku harappské kultury. Je původem z Indie, odborné vzdělání však obdržel na Kalifornské univerzitě v Berkeley. Je autorem řady odborných studií a několika monografií převážně s tematikou protoindické civilizace.

## Vybrané publikace
- Ancient Cities of the Indus Valley Civilization (Oxford, 1998)
- The Ancient South Asian World (Oxford 2005)